# Maurice Burton (cyclisme)
Pour les articles homonymes, voir Maurice Burton (homonymie) et Burton.
Maurice Burton, né le 25 octobre 1955 à Londres, est un coureur cycliste britannique, en activité durant les années 1970 et 1980.

## Biographie
Né à Londres d’une mère anglaise et d’un père jamaïcain, Maurice Burton est le premier champion britannique noir de cyclisme. Il a connu son premier succès lorsqu’il a remporté le titre national junior de sprint en 1973. Il a remporté le titre amateur scratch l’année suivante, a couru sur une distance de 20 km bien qu’il ait été hué lorsqu’il a franchi la ligne. Il a ensuite représenté la Grande-Bretagne aux Jeux du Commonwealth de 1974, mais n’a pas été sélectionné dans l’équipe olympique de 1976.
Burton est devenu frustré par le racisme omniprésent en Grande-Bretagne à l’époque, il a déménagé en Belgique en 1977, s’installant à Gand. Il a été décrit comme le premier cycliste professionnel noir britannique.
Burton a participé à 56 courses de six jours et s’est retiré du cyclisme de compétition après un grave accident de course lors des Six Jours de Buenos Aires en 1984. En 1987, il a repris De Ver Cycles, un magasin de vélos en plein essor à Streatham, dans le sud de Londres.
Son fils Germain Burton est également un coureur cycliste qui a représenté la Grande-Bretagne au niveau international en tant que junior.

## Palmarès

### Cyclisme sur route
- 1976
  - Surrey Roads Crystal Palace-APR
  - 2e du Harry Perry Grand Prix
- 1977
  - South Eastern CA Crystal Palace
- 1980
  - 2e du Circuit Escaut-Durme

### Cyclisme sur piste
- 1973
  -  Champion de Grande-Bretagne de vitesse juniors
- 1974
  -  Champion de Grande-Bretagne du scratch
  - White Hope Sprint Trophy
- 1975
  -  Champion de Grande-Bretagne de poursuite par équipes (avec Steve Heffernan (en), Robin Croker et Alaric Gayfer)
  - Golden Wheel Trophy Track Race
  - 2e du Championnat de Grande-Bretagne de l'américaine (avec Steve Heffernan (en))
- 1976
  - 2e du Golden Wheel Trophy Track Race